# Somebody to Love (Justin Bieber)
"Somebody to Love" je pjesma kanadskog pjevača Justina Biebera, objavljena kao drugi službeni singl s njegovog albuma My World 2.0. Napisali su je Bieber, Heather Bright, i The Stereotypesi (koji su je i producirali). Pjesma je službeno objavljena 20. travnja 2010. godine.

## Pozadina
Pjesma je prvotno bila snimljena za šesti studijski album Bieberovog mentora Ushera Raymond v. Raymond, ali su iz nepoznatog razloga Usherovi vokali bili izbačeni te zamijenjeni Bieberovim, ali su kao prateći vokali ostavljeni Usherovi.  U travnju 2010. Je bilo potvrđeno kako je Usher ponovno snimio vokale koje će ubaciti u pjesmu, za remix pjesme, koja je potom bila najavljena kao i drugi Bieberov singl. Za MTV News Bieber je o pjesmi rekao: "Pjesma se uglavnom radi o tome kako trebam nekog za voljeti. [smijeh] Fora je. Mladenačka pjesma."

## Uspjeh pjesme
U SAD-u je pjesma debitirala na devedeset i osmom mjestu te je najviše dosegla petnaestu poziciju. U Kanadi je pjesma debitirala na devedeset i četvrtom mjestu, te je zatim dosegla najviše desetu poziciju. Pjesma je u UK-u dosegla tek trideset i treću poziciju, a u Australiji dvadesetu.

## Videospot
Glazbeni video za službeni remix s Usherom je snimljen 9. svibnja 2010. godine u LA-u, pod redateljskom palicom Davea Meyersa. Koreografiju za spot je pripremila Jamaica Craft, koja je ranije surađivala s Usherom i R&B divom Ciarom. Spot je premijerno prikazan 17. lipnja 2010. Na Bieberovoj službenoj VEVO stranici. U spotu se pojavljuju mnoge poznate plesne skupine kao Poreotics, Beat Freaks, The Syrenz, LXD i Medea Sirkas.  Bieberov najbolji prijatelj Ryan Butler, koji se također pojavljuje u spotu za "One Time", se pojavljuje u spotu noseći majicu na kojoj piše adresa njegovog Twitter profila.